# Slezskoplatěnická kultura
Slezskoplatěnická kultura je archeologická kultura z pozdní doby bronzové a starší doby železné, konkrétně z první poloviny 1. tisíciletí př. n. l., která se nacházela v severních oblastech dnešní České republiky. Název získala podle naleziště v Platěnicích u Pardubic. Slezská větev je starší, po ní zůstaly zejména hřbitovy, platěnická větev je mladší, disponovala importovanými šperky, jako byly hadovité spony. Nalezeny byly také železné sekery, meče, keramika s plastickou a malovanou výzdobou. Navázala na lužickou kulturu v Čechách a na Moravě. Vzhledem k 500 let dlouhému období s výraznými předěly, které kultura zahrnuje, bývá v odborné literatuře pojem opouštěn.